# Fallon (Francja)
Fallon – miejscowość i gmina we Francji, w regionie Burgundia-Franche-Comté, w departamencie Górna Saona.
Według danych na rok 1990 gminę zamieszkiwało 340 osób, a gęstość zaludnienia wynosiła 60 osób/km² (wśród 1786 gmin Franche-Comté Fallon plasuje się na 423. miejscu pod względem liczby ludności, natomiast pod względem powierzchni na miejscu 750.).